# Serie A2 2014-2015 (pallamano maschile)
La Serie A2 2014-2015 è stata la 45ª edizione del torneo di secondo livello del campionato italiano di pallamano maschile,  organizzato dalla Federazione Italiana Giuoco Handball.
La competizione è iniziata il 4 ottobre 2014 e si è conclusa il 9 maggio 2015.

## Formula

### Stagione regolare
A partire dalla stagione 2014/2015
il campionato si svolge tra 40 squadre divise in cinque gironi da 8 club ciascuno. che si affrontano, in una fase iniziale, con la formula del girone all'italiana con partite di andata e ritorno.
Per ogni incontro i punti assegnati in classifica sono così determinati:
- tre punti per la squadra che vinca l'incontro alla fine dei tempi regolamentari;
- due punti per la squadra che vinca l'incontro dopo i tiri di rigore;
- un punto per la squadra che perda l'incontro dopo i tiri di rigore;
- zero punti per la squadra che perda l'incontro alla fine dei tempi regolamentari.

Al termine della stagione regolare si qualificano per la poule promozione le squadre classificate dal 1º al 4º posto di ciascun girone; le altre vengono relegate alla poule retrocessione.

### Poule promozione
Le squadre qualificate dopo la prima fase si affrontano con la formula del girone all'italiana con partite di andata e ritorno.
La squadra 1ª classificata al termine della poule promozione viene promossa in serie Serie A - 1ª Divisione Nazionale.

### Poule retrocessione
Le squadre relegate dopo la prima fase si affrontano con la formula del girone all'italiana con partite di andata e ritorno.
La squadra 4ª classificata al termine della poule viene retrocessa in serie Serie B.

## Girone A

### Prima Fase

#### Classifica
|  | Pos. | Squadra           | Pt | G  | V  | VR | S  | SR | GF  | GS  | D   | Note                              |
|  | ---- | ----------------- | -- | -- | -- | -- | -- | -- | --- | --- | --- | --------------------------------- |
|  | 1.   | Leno              | 34 | 14 | 8  | 5  | 1  | 0  | 392 | 343 | +49 | Qualificato alla Poule Promozione |
|  | 2.   | Cassano Magnago B | 33 | 14 | 10 | 0  | 3  | 1  | 403 | 374 | +29 | Qualificato alla Poule Promozione |
|  | 3.   | Ventimiglia       | 22 | 14 | 7  | 0  | 6  | 1  | 372 | 368 | +4  | Qualificato alla Poule Promozione |
|  | 4.   | Crenna            | 20 | 14 | 6  | 1  | 7  | 0  | 374 | 374 | +0  | Qualificato alla Poule Promozione |
|  | 5.   | Ferrarin          | 20 | 14 | 6  | 1  | 7  | 0  | 364 | 358 | +6  | Relegato alla Poule Retrocessione |
|  | 6.   | Molteno           | 19 | 14 | 6  | 0  | 7  | 1  | 417 | 381 | +36 | Relegato alla Poule Retrocessione |
|  | 7.   | Città Giardino    | 14 | 14 | 4  | 0  | 8  | 2  | 380 | 418 | -38 | Relegato alla Poule Retrocessione |
|  | 8.   | Derthona          | 6  | 14 | 2  | 0  | 12 | 0  | 336 | 422 | -86 | Relegato alla Poule Retrocessione |

### Poule promozione

#### Classifica
|  | Pos. | Squadra           | Pt | G | V | VR | S | SR | GF  | GS  | D   | Note       |
|  | ---- | ----------------- | -- | - | - | -- | - | -- | --- | --- | --- | ---------- |
|  | 1.   | Leno              | 24 | 6 | 5 | 0  | 1 | 0  | 164 | 132 | +32 | Promozione |
|  | 2.   | Ventimiglia       | 15 | 6 | 3 | 1  | 1 | 1  | 164 | 162 | +2  |            |
|  | 3.   | Cassano Magnago B | 13 | 6 | 2 | 0  | 3 | 1  | 154 | 157 | -3  |            |
|  | 4.   | Crenna            | 2  | 6 | 0 | 1  | 5 | 0  | 137 | 168 | -31 |            |

### Poule retrocessione

#### Classifica
|  | Pos. | Squadra        | Pt | G | V | VR | S | SR | GF  | GS  | D   | Note          |
|  | ---- | -------------- | -- | - | - | -- | - | -- | --- | --- | --- | ------------- |
|  | 1.   | Molteno        | 19 | 6 | 5 | 0  | 1 | 0  | 198 | 146 | +52 |               |
|  | 2.   | Città Giardino | 17 | 6 | 5 | 0  | 1 | 0  | 192 | 158 | +34 |               |
|  | 3.   | Ferrarin       | 12 | 6 | 2 | 0  | 4 | 0  | 166 | 176 | -10 |               |
|  | 4.   | Derthona       | 0  | 6 | 0 | 0  | 6 | 0  | 137 | 213 | -76 | Retrocessione |

## Girone B

### Prima Fase

#### Classifica
|  | Pos. | Squadra        | Pt | G  | V  | VR | PR | S | GF  | GS  | D   | Note                              |
|  | ---- | -------------- | -- | -- | -- | -- | -- | - | --- | --- | --- | --------------------------------- |
|  | 1.   | Malo           | 35 | 14 | 11 | 1  | 2  | 0 | 402 | 317 | +85 | Qualificato alla Poule Promozione |
|  | 2.   | Emmeti         | 31 | 14 | 10 | 0  | 3  | 1 | 386 | 330 | +56 | Qualificato alla Poule Promozione |
|  | 3.   | Gridirion      | 27 | 14 | 9  | 0  | 5  | 0 | 368 | 332 | +36 | Qualificato alla Poule Promozione |
|  | 4.   | Cellini Padova | 24 | 14 | 6  | 2  | 4  | 2 | 378 | 365 | +13 | Qualificato alla Poule Promozione |
|  | 5.   | Paese          | 19 | 14 | 6  | 0  | 7  | 1 | 363 | 368 | -5  | Relegato alla Poule Retrocessione |
|  | 6.   | Algund         | 14 | 14 | 4  | 1  | 9  | 0 | 344 | 400 | -56 | Relegato alla Poule Retrocessione |
|  | 7.   | Rovereto       | 12 | 14 | 4  | 0  | 10 | 0 | 304 | 345 | -41 | Relegato alla Poule Retrocessione |
|  | 8.   | Schio          | 6  | 14 | 1  | 1  | 11 | 1 | 303 | 391 | -88 | Relegato alla Poule Retrocessione |

### Poule promozione

#### Classifica
|  | Pos. | Squadra        | Pt | G | V | VR | S | SR | GF  | GS  | D   | Note       |
|  | ---- | -------------- | -- | - | - | -- | - | -- | --- | --- | --- | ---------- |
|  | 1.   | Malo           | 20 | 6 | 3 | 1  | 2 | 0  | 161 | 150 | +11 | Promozione |
|  | 2.   | Gridirion      | 18 | 6 | 5 | 0  | 1 | 0  | 164 | 147 | +17 |            |
|  | 3.   | Emmeti         | 12 | 6 | 2 | 0  | 4 | 0  | 144 | 147 | -3  |            |
|  | 4.   | Cellini Padova | 4  | 6 | 1 | 0  | 4 | 1  | 143 | 168 | -25 |            |

### Poule retrocessione

#### Classifica
|  | Pos. | Squadra  | Pt | G | V | VR | S | SR | GF  | GS  | D   | Note          |
|  | ---- | -------- | -- | - | - | -- | - | -- | --- | --- | --- | ------------- |
|  | 1.   | Paese    | 20 | 6 | 4 | 1  | 1 | 0  | 178 | 160 | +18 |               |
|  | 2.   | Algund   | 13 | 6 | 3 | 0  | 3 | 0  | 152 | 167 | -15 |               |
|  | 3.   | Rovereto | 12 | 6 | 3 | 0  | 2 | 1  | 148 | 135 | +13 |               |
|  | 4.   | Schio    | 3  | 6 | 1 | 0  | 5 | 0  | 159 | 175 | -16 | Retrocessione |

## Girone C

### Prima Fase

#### Classifica
|  | Pos. | Squadra         | Pt | G  | V  | VR | PR | S | GF  | GS  | D   | Note          |
|  | ---- | --------------- | -- | -- | -- | -- | -- | - | --- | --- | --- | ------------- |
|  | 1.   | Rapid Nonantola | 48 | 20 | 16 | 0  | 4  | 0 | 605 | 514 | +91 | Promozione    |
|  | 2.   | Tavarnelle      | 39 | 20 | 13 | 0  | 7  | 0 | 611 | 569 | +42 |               |
|  | 3.   | Modena          | 33 | 20 | 10 | 1  | 8  | 1 | 572 | 546 | +26 |               |
|  | 4.   | Secchia Rubiera | 31 | 20 | 10 | 0  | 9  | 1 | 567 | 586 | -9  |               |
|  | 5.   | Follonica       | 16 | 20 | 5  | 0  | 14 | 1 | 530 | 606 | -76 |               |
|  | 6.   | Faenza 1983     | 13 | 20 | 3  | 2  | 15 | 0 | 538 | 602 | -64 | Retrocessione |

## Girone D

### Prima Fase

#### Classifica
|  | Pos. | Squadra             | Pt | G | V | VR | PR | S | GF  | GS  | D    | Note |
|  | ---- | ------------------- | -- | - | - | -- | -- | - | --- | --- | ---- | ---- |
|  | 1.   | Città Sant'Angelo   | 24 | 8 | 8 | 0  | 0  | 0 | 297 | 174 | +123 |      |
|  | 2.   | Cingoli             | 18 | 8 | 6 | 0  | 2  | 0 | 278 | 173 | +105 |      |
|  | 3.   | Terranova da Sibari | 11 | 8 | 3 | 1  | 4  | 0 | 210 | 222 | -12  |      |
|  | 4.   | Capua               | 7  | 8 | 2 | 0  | 5  | 1 | 206 | 253 | -47  |      |
|  | 5.   | Scafati             | 0  | 8 | 0 | 0  | 8  | 0 | 121 | 290 | -169 |      |

### Seconda Fase

#### Classifica
|  | Pos. | Squadra             | Pt | G | V | VR | PR | S | GF  | GS  | D    | Note          |
|  | ---- | ------------------- | -- | - | - | -- | -- | - | --- | --- | ---- | ------------- |
|  | 1.   | Città Sant'Angelo   | 27 | 9 | 9 | 0  | 0  | 0 | 323 | 203 | +120 | Promozione    |
|  | 2.   | Cingoli             | 18 | 9 | 6 | 0  | 3  | 0 | 284 | 225 | +59  |               |
|  | 3.   | Terranova da Sibari | 8  | 9 | 2 | 1  | 6  | 0 | 226 | 298 | -72  |               |
|  | 4.   | Capua               | 1  | 9 | 0 | 0  | 8  | 1 | 210 | 317 | -107 |               |
|  | 5.   | Scafati             | 0  | 0 | 0 | 0  | 0  | 0 | 0   | 0   | 0    | Retrocessione |

## Girone E

### Prima Fase

#### Classifica
|  | Pos. | Squadra          | Pt | G  | V  | VR | PR | S | GF  | GS  | D    | Note |
|  | ---- | ---------------- | -- | -- | -- | -- | -- | - | --- | --- | ---- | ---- |
|  | 1.   | Haenna           | 36 | 12 | 12 | 0  | 0  | 0 | 391 | 276 | +115 |      |
|  | 2.   | Il Giovinetto    | 21 | 12 | 7  | 0  | 5  | 0 | 379 | 364 | +15  |      |
|  | 3.   | Esperia          | 18 | 12 | 6  | 0  | 6  | 0 | 331 | 347 | -16  |      |
|  | 4.   | Kelona           | 15 | 12 | 4  | 1  | 6  | 1 | 355 | 381 | -26  |      |
|  | 5.   | Scicli           | 14 | 12 | 4  | 1  | 7  | 0 | 303 | 327 | -24  |      |
|  | 6.   | Nova Audax       | 12 | 12 | 4  | 0  | 8  | 0 | 274 | 308 | -34  |      |
|  | 7.   | Aetna Mascalucia | 10 | 12 | 3  | 0  | 8  | 1 | 290 | 320 | -30  |      |

### Seconda Fase

#### Classifica
|  | Pos. | Squadra          | Pt | G  | V  | VR | PR | S | GF  | GS  | D    | Note          |
|  | ---- | ---------------- | -- | -- | -- | -- | -- | - | --- | --- | ---- | ------------- |
|  | 1.   | Haenna           | 54 | 18 | 18 | 0  | 0  | 0 | 595 | 420 | +175 | Promozione    |
|  | 2.   | Il Giovinetto    | 33 | 18 | 11 | 0  | 7  | 0 | 558 | 533 | +25  |               |
|  | 3.   | Kelona           | 27 | 18 | 8  | 1  | 8  | 1 | 536 | 548 | -12  |               |
|  | 4.   | Esperia          | 21 | 18 | 7  | 0  | 11 | 0 | 463 | 537 | -74  |               |
|  | 5.   | Nova Audax       | 19 | 18 | 6  | 0  | 11 | 1 | 438 | 480 | -42  |               |
|  | 6.   | Aetna Mascalucia | 19 | 18 | 6  | 0  | 11 | 1 | 445 | 473 | -18  |               |
|  | 7.   | Scicli           | 16 | 18 | 4  | 2  | 12 | 0 | 447 | 491 | -43  | Retrocessione |